# Symfonie nr. 4 (Wissmer)
Pierre Wissmer voltooide zijn Symfonie nr. 4 in het najaar van 1961. Hij er in totaal negen componeren. Het werk moest drie jaar wachten op haar eerste uitvoering. Deze vond uiteindelijke plaats op 5 november 1964. Paul Klecki gaf leiding aan Orchestre de la Suisse Romande in een uitvoering te Bern.
Het werk kent de traditionele vierdelige opzet:
- Allegro
- Adagio
- Allegro
- Allegro deciso

Wissmer schreef zijn vierde voor groot orkest, terwijl zijn derde alleen voor strijkorkest was:
- 3 dwarsfluiten, 3 hobo’s, 3 klarinetten, 3 fagotten
- 4 hoorns, 3 trompetten, 3 trombones, 1 tuba
- pauken, percussie waaronder xylofoon, harp, piano/celesta,
- violen, altviolen, celli, contrabassen